# Octonoba grandiconcava
Espèce
Octonoba grandiconcava est une espèce d'araignées aranéomorphes de la famille des Uloboridae.

## Distribution
Cette espèce est endémique des îles Amami dans l'archipel Nansei au Japon,. Elle se rencontre sur Amami Ō-shima.

## Description
Le mâle holotype mesure 3,21 mm et la femelle paratype 4,31 mm.

## Publication originale
- Yoshida, 1981 : Seven new species of the genus Octonoba (Araneae: Uloboridae) from the Ryukyus, Japan. Acta Arachnologica, vol. 30, no 1, p. 21-32 (texte intégral).